# Bachmatiwci
Bachmatiwci (ukr. Бахма́тівці) – wieś na Ukrainie, w obwodzie chmielnickim, w rejonie chmielnickim.
Pod rozbiorami siedziba gminy Bachmatowcy w powiecie latyczowskim guberni podolskiej.